# Kornelia Haugg
Kornelia Haugg (* 8. Januar 1960 in Günzburg) ist eine deutsche politische Beamtin im Ruhestand. Sie war von 2021 bis 2023 Staatssekretärin im Bundesministerium für Bildung und Forschung.

## Leben

### Ausbildung
Kornelia Haugg studierte Haushalts- und Ernährungswissenschaften an der Technischen Universität München und der Justus-Liebig-Universität Gießen. Anschließend arbeitete sie ab 1985 als wissenschaftliche Mitarbeiterin am Institut für Wirtschaftslehre und Verbraucherforschung der Justus-Liebig-Universität Gießen.

### Laufbahn
Danach trat Haugg 1988 zunächst als Referentin für Jugend- und Familienforschung in den Dienst des Bundesministeriums für Jugend, Familie, Frauen und Gesundheit und wechselte 1989 in das Bundesministerium für Forschung und Technologie. Dort beschäftigte sie sich mit den Themen berufliche Bildung, Berufsbildungsprogramme mit anderen Staaten, Bundesinstitut für Berufsbildung und bildungspolitische Zusammenarbeit in der EU sowie allgemeine Hochschulangelegenheiten. Zudem war sie zeitweilig in das Department for Education and Employment in London abgeordnet. Im Bundesministerium übernahm sie im Jahr 2000 die Leitung des Referats für Strategie und Planung und 2005 die Leitung der Unterabteilung für die Bereiche Forschungseinrichtungen und Wissenschaftsrat.
Im Bundesministerium für Bildung und Forschung avancierte Haugg im Jahr 2006 unter Bundesministerin Annette Schavan (CDU) zur Leiterin der Abteilung für Allgemeine und Berufliche Bildung und Lebensbegleitendes Lernen.
Im Dezember 2021 wurde Haugg unter Bundesministerin Bettina Stark-Watzinger (FDP) zur Staatssekretärin im Bundesministerium für Bildung und Forschung ernannt. Sie ist die Nachfolgerin von Staatssekretär Wolf-Dieter Lukas. Zum 1. Februar 2023 schied sie aus diesem Amt aus und trat in den Ruhestand ein. Ihr folgte Sabine Döring nach.